# 보천역
보천역(Bocheon station, 甫川驛)은 충청북도 음성군 원남면 마송리에 있는 충북선의 역이며 역명과는 달리 보천리에 위치하지 않는다.

## 연혁
- 1928년 12월 25일 : 보통역으로 영업 개시
- 1979년 12월 31일 : 충북선 복선화 및 역사 신축
- 1980년 10월 12일 : 역사 신축 준공
- 1984년 3월 1일 : 배치간이역으로 격하(음성역 관리)
- 2006년 1월 1일 : 승차권 발매업무 중지
- 2007년 6월 1일 : 여객 취급 중지